# Viaggio attivo
Il viaggio attivo, detto anche mobilità dolce o mobilità attiva, è un approccio al viaggio ed al trasporto che si focalizza sull'attività fisica (camminare, andare in bicicletta) in contrapposizione ai trasporti motorizzati. 
 
Tenendo conto che nel Regno Unito più del 50% dei viaggi in macchina è inferiore ai 5 km , esistono molti ambiti in cui è possibile rimpiazzare viaggi in automobile con forme di viaggio più attive.
Fare questo porterebbe molteplici benefici come quello di migliorare la propria forma fisica e ridurre il tasso di obesità; inoltre permetterebbe di contenere il consumo di carburanti di origine fossile e conseguentemente le emissioni di CO2.

## Salute e benefici ambientali
Seri problemi di salute e ambientali, in particolare le modifiche del clima globale dovuto alle emissioni di CO2, e il continuo aumento di casi di obesità  hanno un impatto negativo ecologico e sociale. La promozione del viaggio attivo ha un importante ruolo nell'alleviare il problema e sottolinearne la rilevanza al pubblico.
Una ricerca risalente al 2004 della commissione salute della Camera dei comuni del Regno Unito definisce la promozione in attività quali il camminare e l'andare in bicicletta, come fattori fondamentali per una strategia integrata anti-obesità che viene definita come "...attività fisica inglobata nella quotidianeità" .

## Fattori in evidenza
Alcune ricerche hanno dimostrato che il recente incremento globale del livello di obesità può essere attribuito alla riduzione dell'attività fisica tra adulti e bambini. Ciò è dovuto inoltre ad una diffusione su scala globale di forme di intrattenimento sedentarie (Tv e video games) ma anche alla scarsità di camminate e dell'uso della bicicletta.  Studi correlati hanno inoltre dimostrato che tra gruppi socio economici equivalenti nel Regno Unito il consumo calorico non varia in modo significativo, contrariamente al livello di attività fisica e indice di massa corporea che risultano strettamente correlati l'uno all'altro.

## Risultati
Come conseguenza di tutto ciò è emerso un recente movimento guidato dagli attivisti ambientali e della salute pubblica che sostengono azioni legate alla promozione del viaggio attivo e l'incentivazione della camminata e dell'andare in bicicletta al fine di rendere entrambe le attività più attrattive.  L'attenzione è focalizzata sul fatto che questi mezzi di trasporto possono in molti casi sostituire l'auto per i tragitti quotidiani brevi a scuola, nei negozi, nei servizi pubblici eccetera.  Al fine di facilitare ciò le autorità locali dovrebbero investire nell'assicurare che tragitti sicuri siano disponibili in molte località (la pericolosità delle strade è spesso citata come causa principale che limita l'utilizzo della bicicletta). In molte aree si sta cercando di sviluppare il mezzo di trasporto della bicicletta creando delle piste ciclabili isolate che risultano essere aree frammentate e marciapiedi che non si legano in maniera efficace alle destinazioni quotidiane.

## Richiami all'azione
Nel 2008 l'Associazione inglese dei Direttori della Pubblica Salute con Sustrans, CTC, Ramblers e altre Agenzie, lanciarono una campagna di richiamo al Viaggio Attivo. Risultato di tale iniziative fu lo sviluppo di chiari obiettivi per la pianificazione locale e le autorità stradali. Se venissero perseguiti, questi obiettivi potrebbero avere un'efficace reazione al costante incremento del problema dell'obesità nonché contribuire alla  riduzione delle emissioni di CO2. 
- limite di velocità di 32 Km/h nelle zone residenziali
- rete qualitativi di piste ciclabili per creare collegamenti giornalieri tra varie destinazioni
- maggiore formazione per gli automobilisti e ampliamento di un efficace codice stradale
- ambiziosi obiettivi al fine di agevolare le camminate e l'andare in bicicletta

Nel 2012, Polis, una rete di città europee e regioni, pubblicò un manifesto che richiamava all'azione le principali istituzioni e rappresentanti europei al fine di assicurare che la promozione dei numerosi benefici salutari prodotti dal viaggio attivo fossero massimizzati in tutte le politiche e i programmi europei. Le raccomandazioni si traducono in riferimenti al viaggio presenti nei numerosi documenti relativi a politiche europee sul tema "salute" . Il viaggio attivo dovrebbe infatti divenire la base di numerosi obiettivi condivisi, politiche, programmi di lavoro e investimenti sullo sviluppo dell'attività fisica, in particolare il camminare e l'andare in bicicletta. 
Le sollecitazioni specifiche riguardano:
- l'identificazione di un leader operante nell'ambito del viaggio attivo e della forma fisica all'interno della Commissione europea
- la stimolazione di azionisti nei settori della salute, dei trasporti e dell'ambiente a conoscere ed esplorare le opportunità derivanti da iniziative europee
- l'interiorizzazione dei costi esterni nei trasporti, al fine di assicurare che tutti i costi della salute siano presi in considerazione, compresi quelli dell'inattività fisica
- la stima di piani di sviluppo e politiche sui trasporti dovrebbero considerare la dimensione economica dell'attività fisica e valutare i risparmi a lungo termine che potrebbero essere generati nell'ambito dei costi dalle salute e i benefici ambientali
- istituzioni a livello europeo potrebbero considerare attività di finanziamento per raggiungere gli obiettivi ed assicurare la realizzazione dei maggiori vantaggi del viaggio attivo in Europa